# Хустель
Хустель (ісп. Justel) — муніципалітет в Іспанії, у складі автономної спільноти Кастилія-і-Леон, у провінції Самора. Населення — 114 осіб (2010).
Муніципалітет розташований на відстані близько 290 км на північний захід від Мадрида, 85 км на північний захід від Самори.
На території муніципалітету розташовані такі населені пункти: (дані про населення за 2010 рік)
- Хустель: 44 особи
- Кінтанілья: 15 осіб
- Вільяльверде: 55 осіб

## Демографія
Динаміка населення (INE ):

## Галерея зображень

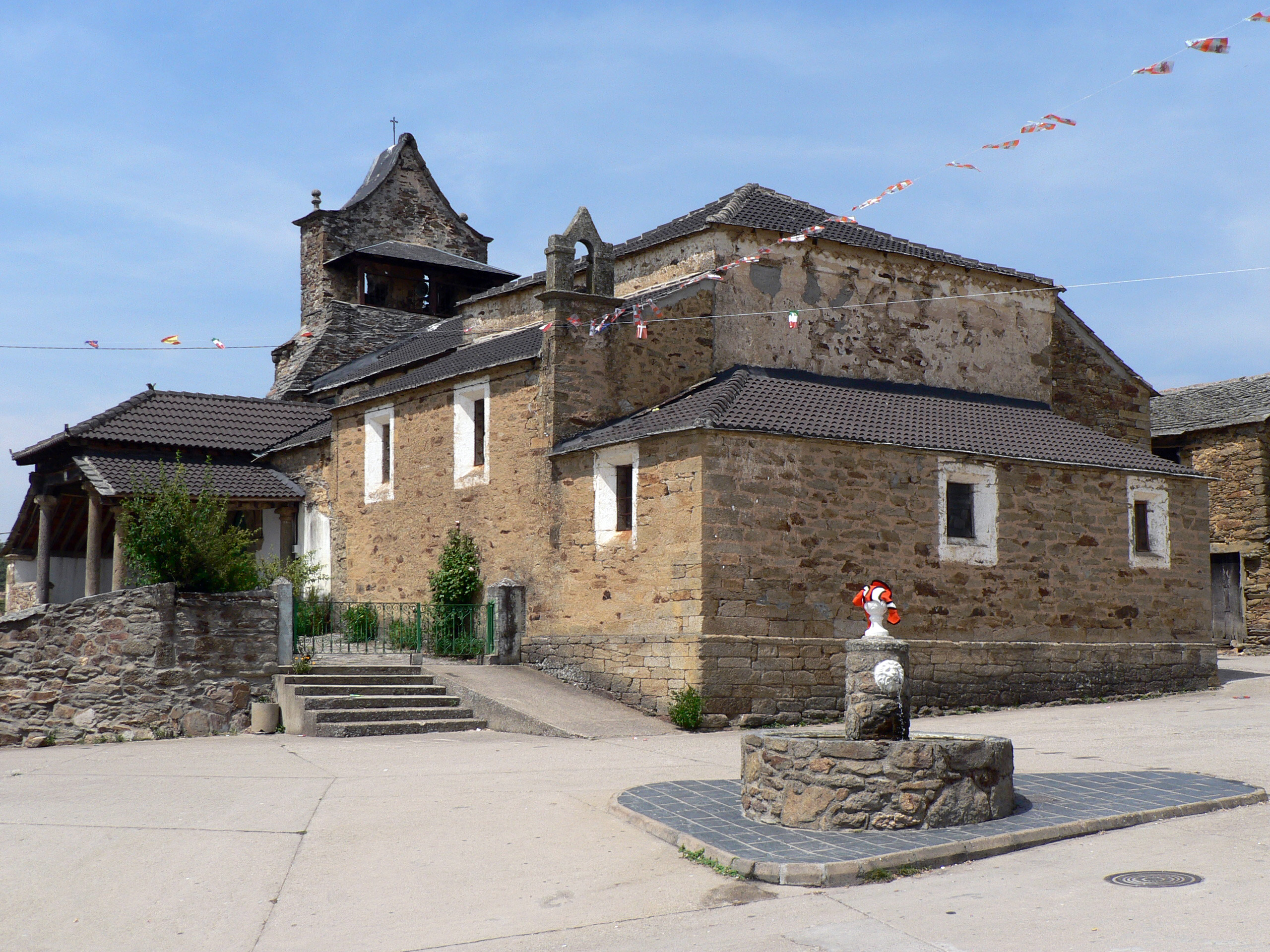
Церква